# Hanna Wasyłenko
Hanna Wiktoriwna Wasyłenko (ukr. Ганна Вікторівна Василенко; ur. 21 lutego 1986) – ukraińska zapaśniczka, mistrzyni świata, mistrzyni Europy.
Startuje w kategorii do 59 kg. Największym jej sukcesem jest złoty medal mistrzostw świata w 2011 roku w Stambule. Pięciokrotna medalistka mistrzostw Starego Kontynentu.
Czwarta w Pucharze Świata w 2009 i 2012. Dziesiąta na Uniwersjadzie w 2013. Akademicka mistrzyni świata w 2010 roku.